# Левин, Борис Вульфович
Бори́с Ву́льфович Ле́вин (26 августа 1937, Москва — 14 декабря 2022, Южно-Сахалинск, Сахалинская область) — советский и российский геофизик, специалист в области физики генерации цунами подводными землетрясениями, член-корреспондент РАН (2003).
Известен как автор-исполнитель песен, которые начал писать в 1961 году под влиянием своего друга Юрия Визбора.

## Биография
Отец — участник Великой Отечественной войны, подполковник Вульф Хаимович Левин (1900—?), уроженец Минска, кавалер орденов Красной звезды (1944) и Отечественной войны II степени (1945). Мать заведовала детской библиотекой имени Павлика Морозова. В 1954 году окончил с серебряной медалью среднюю школу № 82. Поступил в Московский горный институт (сегодня — Горный институт НИТУ «МИСиС»), который окончил в 1959 году с дипломом горного инженера.
Работал инженером-взрывником в тресте «Союзвзрывпром», а затем младшим научным сотрудником в Институте горного дела им. А. А. Скочинского. В 1964—1969 годах обучался в заочной аспирантуре при кафедре физики Московского горного института. В 1970 году защитил диссертацию кандидата технических наук в Институт горного дела имени А. А. Скочинского по теме «Исследование влияния горного давления на эффективность взрывного разрушения горных пород».
Был приглашён профессором Л. В. Альтшулером на работу в его лабораторию во Всесоюзном НИИ оптико-физических измерений Госстандарта СССР, где проработал до 1972 года. Получил предложение от директора Сахалинского КНИИ ДВНЦ АН СССР С. Л. Соловьева возглавить коллектив сейсмо-цунами станции «Курильск» на острове Итуруп, где работал сейсмологом. В 1972 году был переведен на Сахалин, где организовал лабораторию гидромеханики в составе Отдела цунами СахКНИИ ДВНЦ АН СССР (ныне — Институт морской геологии и геофизики ДВО РАН). В 1980 году вернулся на работу в ИГД им. А. А. Скочинского.
В 1990 году защитил докторскую диссертацию. С 1990 года начал работать в Государственный океанографический институт (ГОИН). С 1993 года возглавлял Отдел наук о Земле Российского фонда фундаментальных исследований, под руководством академика А. А. Гончара.
В 1994 году получил звание профессора по кафедре физики Московского государственного горного университета, где читал лекции по общей физике (1994—2003). В 1995 году создал в Институте океанологии им. П. П. Ширшова РАН лабораторию цунами имени академика С. Л. Соловьева.
В 2004—2015 годах — директор Института морской геологии и геофизики ДВО РАН в городе Южно-Сахалинск.
В 2011 году указом Президента России награждён медалью ордена «За заслуги перед Отечеством II степени».
Автор мелодии песни «Хижина» («Песня об Алибекской хижине», 1962) на стихи Юрия Визбора. Автор песен «Баксанская осень», «Горы спят» («Ночи платье бальное облаками выткано»), «Музыка травы» (1985), «Там, где слышен реки несмолкающий говор», книги «Песни в горах» (с иллюстрациями дочери).
Мастер спорта СССР по альпинизму (14.02.1964), 2-й призёр первенства СССР (1961) в классе высотных восхождений.

## Семья
- Жена — Елена Васильевна Сасорова (1939—2024), доктор физико-математических наук, доцент, главный научный сотрудник Института океанологии имени П. П. Ширшова РАН.
  - Дочь — Дарья Борисовна Левина (род. 1974), художник.

## Основные труды
- Локальные цунами: предупреждение и уменьшение риска: Сборник статей / Под ред. Б. В. Левина, М. А. Носова. — М.: Янус-К, 2002.
- Левин Б. В., Носов М. А. Физика цунами и родственных явлений в океане. — М.: Янус-К, 2005. — 360 с.; Physics of Tsunamis. Springer, 2009. — 327 p.; 2 ed. — Springer, 2016. — 401 p.
- Левин Б. В. Невельское землетрясение и цунами 2 августа 2007 года, о. Сахалин. — М.: Янус-К, 2009. — 204 с. — 500 экз.
- Б. В. Левин, Е. В. Сасорова. Сейсмичность Тихоокеанского региона: выявление глобальных закономерностей. М.: Янус-К, 2012. — 308 с.

Автор научных статей в журналах «Доклады Академии наук», «Физика Земли», «Физика атмосферы и океана», «Вулканология и сейсмология».